# Lagunilla (métro de Mexico)
Lagunilla est une station de la Ligne B du métro de Mexico, dans la délégation Cuauhtémoc.

## La station
La station ouverte en 1999, doit son nom à sa proximité avec le célèbre marché de Lagunilla, ainsi appelé d'après la petite lagune qui s'étendait là à l'époque coloniale, quand une grande partie de la ville de Mexico était entouré par le lac Texcoco. Son symbole est un canard ou une oie, types d'oiseaux qui y nichaient jadis.